# Buôn lậu vũ khí

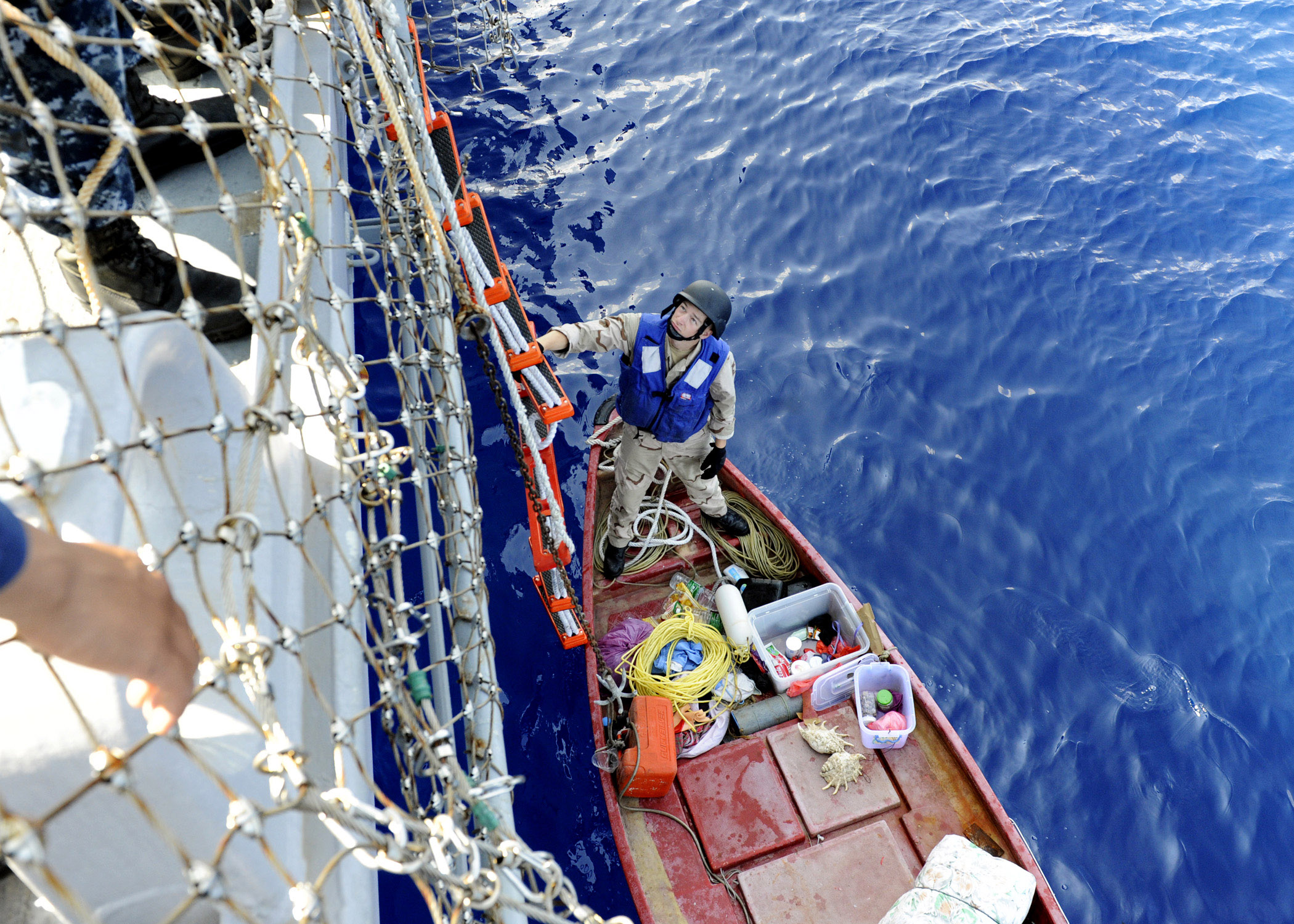
Binh sĩ Hải quân Hoa Kỳ quay lại tàu USS Dewey trong một cuộc lục soát và tịch thu vũ khí trái phép

Buôn lậu vũ khí hiểu theo nghĩa rộng là việc buôn bán bất hợp pháp súng cầm tay và đạn dược, một trong nhiều hoạt động thường có liên quan đến tội phạm có tổ chức xuyên quốc gia. Khác với các mặt hàng buôn lậu khác, việc buôn bán vũ khí trái phép thường có mục đích khuếch trương quyền lực trong các cộng đồng thay vì mục đích lợi nhuận kinh tế. Theo các học giả, lượng vũ khí được buôn lậu hàng năm có giá trị lên đến hơn 1 tỉ đô-la Mỹ (23 nghìn tỉ đồng).
Nhằm kiểm soát hoạt động xuất nhập khẩu các loại vũ khí nguy hiểm nhất, năm 1991 Liên Hợp Quốc đã thành lập Cơ quan Đăng ký Vũ khí Thông thường, tuy nhiên việc tham gia là không bắt buộc và cơ quan này không có đủ dữ liệu của các khu vực bên ngoài châu Âu. Châu Phi là một khu vực có cường độ mua bán vũ khí bất hợp pháp rất cao do tình trạng tham nhũng tràn lan và sự lỏng lẻo trong việc thực thi các chế tài thương mại. Để nâng cao tính bắt buộc của Cơ quan Đăng ký Vũ khí Thông thường, Nghị định thư về Súng cầm tay đã được bổ sung vào Công ước Liên Hợp Quốc về Tội phạm có tổ chức xuyên quốc gia, theo đó các quốc gia phải cải tiến hệ thống kiểm soát hoạt động buôn lậu vũ khí của mình.
Báo cáo của Ủy ban Liên Hợp Quốc các Chuyên gia Chính phủ về Súng cầm tay năm 1999 cung cấp định nghĩa chính xác hơn và được chấp nhận rộng rãi trên toàn thế giới về buôn lậu vũ khí. Văn bản này phân biệt súng cầm tay được thiết kế để sử dụng với mục đích cá nhân (súng ngắn ổ xoay, súng ngắn bán tự động, súng trường, súng carbine, súng tiểu liên, súng trường tấn công và súng máy hạng nhẹ) với vũ khí hạng nhẹ được thiết kế để được sử dụng bởi nhiều người trong cùng một đơn vị (súng máy hạng nặng, súng phóng lựu, vũ khí phòng không di động, súng chống tăng di động, súng không giật, thiết bị phóng tên lửa đất đối không di động và súng cối có đường kích nhỏ hơn 100 mm). Đạn dược và chất nổ cũng là một phần không nhỏ trong các loại vũ khí được sử dụng trong các xung đột vũ trang.

## Thị trường buôn lậu vũ khí thế giới

### Tội phạm buôn lậu vũ khí nổi bật
- Ali Fayad
- Monzer al-Kassar
- Pierre Beaumarchais
- Viktor Bout
- Samuel Cummings
- Pierre Dadak
- Arcadi Gaydamak
- Adnan Khashoggi
- Leonid Minin
- Sarkis Soghanalian
- Dale Stoffel
- Gerhard Mertins
- John Nardi
- Basil Zaharoff
- Efraim Diveroli
- Patrick Nee
- Jack Ruby